# Həsən bəy Ağayev

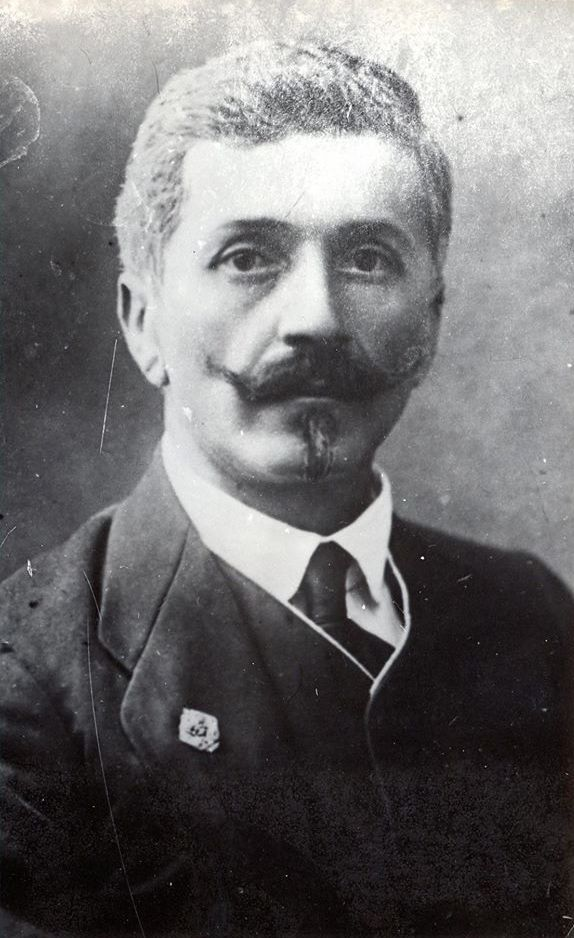
Həsən bəy Ağayev

Həsən bəy Ağayev (aserbaidschanisch Həsən bəy Məşədi Hüseyn oğlu Ağayev; * 1875 in Elisawetpol (heute Gəncə), Gouvernement Elisawetpol, Russisches Kaiserreich; † 19. Juli 1920 in Tiflis, Demokratische Republik Georgien) war ein aserbaidschanischer Arzt, Journalist, Politiker und stellvertretender Parlamentsvorsitzender der Demokratischen Republik Aserbaidschan zwischen 1918 und 1920.

## Biographie
Nach seinem Gymnasiumabschluss ließ sich Ağayev mit finanzieller Förderung durch den aserbaidschanischen Philanthropen Hadschi Zeynalabdin Taghiyev in der medizinischen Fakultät der Lomonossow-Universität Moskau einschreiben, die er 1910 erfolgreich absolvierte. Neben der Ausübung der ärztlichen Tätigkeit war er auch im journalistischen Bereich aktiv. Er schrieb Artikel für aserbaidschanischsprachige Zeitungen wie „İrşad“ (Irschad), „Tərəqqi“ (Täräqqi) und „Həqiqət“ (Häqiqät, Herausgeber war Üzeyir Hacıbəyov). Das Hauptaugenmerk seiner Beiträge lag unter anderem auf der Beseitigung sozialer Ursachen für Krankheiten. Zudem war er im sozialen und kulturellen Leben von Baku engagiert.  
Nach der russischen Revolution 1905 breitete Ağayev seine akademisch-politischen Aktivitäten aus. Auf dem zweiten Lehrerkongress im Jahr 1907 wurde er zum Stellvertreter von Ali bay Husejnzade, dem berühmten aserbaidschanischen Gelehrten und Philosophen, gewählt. Zwischen 1911 und 1912 gab er in Elisawetpol die Zeitung „Cənubi Qafqaz“ (Südkaukasus) heraus. Dort war er im selben Zeitraum auch Vorsitzender des muslimischen Bildungskomitees.
Nach dem Zusammenbruch des russischen Zarenreiches gehörte Ağayev im März 1917 zu den Mitbegründern des Zentralkomitees der türkischen Föderalisten. Nur drei Monate später wurde er in das Zentralkomitee der künftigen Regierungspartei Musawat aufgenommen. Im selben Jahr wurde er vom transkaukasischen Wahlbezirk in die Russische Konstituierende Versammlung gewählt. Doch mit der Machtübernahme der Bolschewiki im Oktober 1917 konnte diese Konstituante nicht tagen. Daraufhin zog Ağayev nach Tiflis und vertrat die muslimische Fraktion im Transkaukasischen Sejm, der im Februar 1918 formiert worden war.
Ağayev gilt als einer der Gründungsväter der Demokratischen Republik Aserbaidschan (DRA) am 28. Mai 1918. Er war vom September bis Dezember 1918 Chefarzt bei der staatlichen Eisenbahngesellschaft Azərbaycan Dəmir Yolları tätig, bevor er zum stellvertretenden Parlamentsvorsitzenden der DRA berufen wurde. Weil Əlimərdan bəy Topçubaşov sich 1919 auf der diplomatischen Mission in Paris (im Rahmen der Pariser Friedenskonferenz) befand, bekleidete Ağayev bis Februar 1920 die Funktion des Parlamentssprechers.
Mit der Etablierung der Sowjetherrschaft in Aserbaidschan begab sich Ağayev nach Tiflis, wo er am 19. Juli 1920 von einem armenischen Terroristen (Mitglied der Armenischen Revolutionären Föderation) ermordet wurde. Er wurde auf dem muslimischen Friedhof von Tiflis (das heutige Pantheon der berühmten Aserbaidschaner im Botanischen Garten) neben dem Grabmal von Fətəli Xan Xoyski und dem des aserbaidschanischen Dramatikers Mirzə Fətəli Axundov beigesetzt.